# FIAR
La FIAR-Fabbrica Italiana Apparecchiature Radioelettriche S.p.A., nota semplicemente come FIAR, è stata un'azienda italiana del settore elettronico attiva nella costruzione di apparecchi professionali per uso civile e militare.

## Storia
La Fabbrica Italiana Apparecchi Radio (FIAR) fu costituita a Milano nel 1941, come divisione elettronica della Compagnia Generale di Elettricità (CGE), consociata italiana dell'azienda statunitense General Electric, a seguito della trasformazione della Fabbrica Apparecchi Radio (FAR), ditta rilevata dal Gruppo. L'attività della FIAR consisteva inizialmente nella produzione di apparecchi radiofonici per uso domestico con l'omonimo marchio, che si svolgeva in uno stabilimento situato nel quartiere periferico di Vialba del capoluogo lombardo.
Poco dopo la fine della seconda guerra mondiale, nel 1946, FIAR acquisì lo stabilimento italiano Telefunken di Baranzate. Negli anni del Piano Marshall, le competenze tecniche acquisite ed il legame strategico con General Electric consentirono di cogliere l'occasione della rivoluzione televisiva e, dal 1953, avviare una linea di produzione di televisori nello stabilimento di Baranzate. L'attività in campo militare, cessata con la fine del conflitto mondiale, riprese in piena Guerra Fredda con gli sviluppi della tecnica radar. FIAR si espanse nel settore militare, accanto alla fornitura di ripetitori televisivi alla Rai e all'incremento dei settori spazio ed elettroottica: nel 1953, realizzò nello stabilimento della Vialba il radar AA N3 MK7 per il controllo del tiro su licenza americana. All'epoca, il numero di lavoratori impiegati era di 600 unità, che aumentarono a oltre 2.000 negli anni sessanta.
Nei primi anni dell'era spaziale, parte degli investimenti di FIAR furono indirizzati ad un posizionamento di nicchia in questo innovativo settore progettando sottosistemi di alimentazione per satelliti e sintetizzatori di frequenza per ripetitori di bordo. Nel 1969, ebbe la prima posizione di capocommessa per il transponder del satellite ELDO-F9. Nella seconda metà degli anni sessanta avvenne anche una importante modifica societaria: nel 1967, CGE vendette le attività dell'elettronica di consumo alla AEG-Telefunken, e la restante parte di FIAR – difesa e spazio - venne incorporata diventando la divisione di elettronica professionale dell'azienda. Nel frattempo, FIAR rafforzava le sue competenze in campo militare con la produzione su licenza della statunitense Raytheon Company del sistema missilistico HAWK e l'inizio di una capacità di progettazione per il nuovo radar di bordo del caccia Aeritalia F-104S Starfighter con la partecipazione della Rockwell International.
Nel 1976, il primo risultato economico negativo per la CGE-FIAR: fu l'inizio di un periodo di carenza di redditività protrattosi sino al 1981. Due anni più tardi, nel 1978, la CGE attuò un piano di riorganizzazione aziendale che portò alla creazione di nuove società, tra cui la FIAR-Fabbrica Italiana Apparecchiature Radioelettriche S.p.A., nella quale confluì la divisione elettronica. La ristrutturazione per prodotti portò l'azienda ad avere sei linee: sistemi avionici, grandi impianti, sistemi di difesa aerea, elettro-ottica, componenti per satelliti, sistemi d'automazione industriale.
Nel 1980, FIAR venne rilevata dalla SETEMER, società controllata dalla svedese Ericsson, per mezzo dell'acquisto dell'81% delle azioni. L'azienda milanese venne risanata dalla nuova proprietà, e si verificò una ripresa della produzione, degli investimenti e degli occupati (943 nel 1982, 1.215 nel 1988), tanto che la direzione decise di articolarla su tre divisioni: difesa, spazio e automazione, supporto logistico. Nel 1985, FIAR fece il suo ingresso alla Borsa di Milano. Nel 1987, nella compagine azionaria della FIAR fece ingresso come socio di minoranza la Sabaudia Finanziaria, società facente capo al Gruppo CIR-De Benedetti, con una quota del 9,5%, che rivendette dopo appena un anno. Due anni più tardi, nel 1989, nell'azionariato di FIAR fece ingresso la società pubblica Finmeccanica, che rilevò il 12% delle quote. Nello stesso anno, fu acquistato il pacchetto di maggioranza della Inelco-Erisys del gruppo Sopaf, maggior produttore italiano di sistemi di sicurezza di tipo professionale.
Il Gruppo Finmeccanica divenne azionista di maggioranza di FIAR nel 1992, arrivando a possedere una quota del 52%, e fece dell'azienda milanese una business unit della divisione avionica ed equipaggiamenti della Alenia Difesa, con la cessione a quest'ultima delle relative attività nel 1998. Da allora la produzione di FIAR riguardò prevalentemente i settori dei sistemi elettronici, delle tecnologie dell'informazione, della robotica industriale, dei sistemi di sicurezza e automazione industriale e di controllo ambientale.
Nel 2003, venne incorporata in Galileo Avionica, società che con vari processi di M&A confluì in Selex Galileo, in Selex ES e in Leonardo-Finmeccanica.

## Informazioni e dati
La FIAR-Fabbrica Italiana Apparecchiature Radioelettriche S.p.A., è stata un'azienda del Gruppo Finmeccanica, con sede legale a Milano, e unità produttive a Milano e Baranzate, che operava nella produzione di apparecchi e sistemi elettronici per uso civile professionale e per uso militare.
Nel 2002, ultimo anno di esistenza della società, la medesima impiegava 530 dipendenti, realizzava un fatturato di 81,5 milioni di euro ed un utile netto di 3,8 milioni.